# Чимальпопока
Чимальпопока («Дымящийся щит»; 1397, Теночтитлан — 1427, Теночтитлан) — тлатоани Теночтитлана с 1414 до 1427 года. Сын тлатоани Уитцилиуитля и принцессы Айауисиуатль (ум. 1415), дочери Тесосомока, тлатоани Аскапоцалько.
Новый правитель продолжал политику своего предшественника, направленную на поддержание союзнических отношений с Тесосомоком, тлатоани Аскапоцалько, который являлся Чимальпопоке дедом по матери. В 1418 году Чимальпопока оказал существенную помощь своему сеньору в борьбе с государством Тескоко против тлатоани Иштлильшочитля I и его сына Незауалькойтля. Кроме этих боевых действий, Чимальпопоку имел успех в борьбе с городами-государствами Теквиксквиаком и Чалько.
В свою очередь Тесосомок в 1426 году помог владыке Теночтитлана построить большой акведук (который планировал ещё Уитцилиуитль) от Чапультепека до Теночтитлана. Кроме этого, Чимальпопоку осуществил значительную работу по благоустройству Теночтитлана (строил храмы, дороги, укреплял мосты).
Спокойная жизнь Теночтитлана изменилась в 1427 году, когда умер Тесосомок. За власть над Ацкапотцалько боролись его сыновья — Таяцин и Макстла. Первого поддержал Чимальпопока. Однако в этой войне победил Макстла. В результате правитель Теночтитлана был схвачен, заключён в Ацкапотцалько, а вскоре казнён. Новым тлатоани Теночтитлана стал Ицкоатль.